# آیا این همان زندگی است که واقعا می‌خواهیم؟
آیا این همان زندگی است که واقعاً می‌خواهیم؟ (انگلیسی: Is This the Life We Really Want?) چهارمین آلبوم استودیویی تک‌خوان موسیقی‌دان انگلیسی، راجر واترز است. این آلبوم در ۲ ژوئن ۲۰۱۷ توسط کلمبیا رکوردز منتشر شد. این آلبوم را نایجل گادرک تهیه‌کنندگی کرد. او واترز را وادار کرد تا آلبومی خلاصه‌تر و کمتر نمایشی بسازد. این نخستین آلبوم تک‌خوان واترز از زمان تفریح تا سرحد مرگ (۱۹۹۲) و نخستین کار استودیویی وی از زمان اپرای سا ایرا (۲۰۰۵) بود.
این آلبوم در شمارهٔ سه جدول آلبوم‌های بریتانیا و شمارهٔ ۱۱ جدول بیلبورد ۲۰۰ ایالات متحده قرار گرفت. چهار تک‌آهنگ از این آلبوم منتشر شد: «رزها را بو کن»، «دژا وو»، «آخرین پناهنده» و «برایش صبر کن».